# Turners Cross
Het Turners Cross is een multifunctioneel stadion in Cork, een stad in Ierland.
Het stadion wordt vooral gebruikt voor voetbalwedstrijden, de voetbalclub Cork City FC maakt gebruik van dit stadion. In het stadion is plaats voor 7.485 toeschouwers. Uit veiligheid werd dat aantal teruggebracht tot 6.900. In 2008 werd hier de finale van de Setanta Sports Cup gespeeld tussen Cork City en Glentoran. In 2017 stortte tijdens orkaan Ophelia het dak van het stadion in.

## Interlands
Het Iers voetbalelftal speelde één interland in het stadion.
| 1 | 31 mei 2016 | Ierland – Wit-Rusland | 1 – 2 | Vriendschappelijk | 7.200 |

Dalymount Park (Bohemian FC) ·
Finn Park (Finn Harps FC) ·
Oriel Park (Dundalk FC) ·
Richmond Park (St. Patrick's Athletic FC) ·
Ryan McBride Brandywell Stadium (Derry City FC) ·
Showgrounds (Sligo Rovers FC) ·
Tallaght Stadium (Shamrock Rovers FC) ·
Tolka Park (Shelbourne FC) ·
Turners Cross (Cork City FC) ·
Waterford Regional Sports Centre (Waterford FC)
Athlone Town Stadium (Athlone Town FC) ·
Bishopsgate (Longford Town FC) ·
Carlisle Grounds (Bray Wanderers AFC) ·
Eamonn Deacy Park (Galway United FC) ·
Ferrycarrig Park (Wexford FC) ·
St. Colman's Park (Cobh Ramblers FC) ·
Stradbrook Road (Cabinteely FC) ·
Tallaght Stadium (Shamrock Rovers FC II) ·
UCD Bowl (University College Dublin AFC) ·
Head in the Game Park (Drogheda United FC) ·